# Liste du patrimoine mondial au Panama
Cet article recense les sites inscrits au patrimoine mondial au Panama.

## Statistiques
Le Panama ratifie la Convention pour la protection du patrimoine mondial, culturel et naturel le 3 mars 1978. Le premier site protégé est inscrit en 1980.
En 2025, le Panama compte 6 sites inscrits au patrimoine mondial, 3 culturels et 3 naturels. 
Le pays a également soumis 1 sites culturel à la liste indicative.

## Listes

### Patrimoine mondial
Les sites suivants sont inscrits au patrimoine mondial :
| Id.  | Site                                                                         | Province                 | Année | Superficie (ha) | Critères et notes | Coordonnées                                                           | Illus. |
| ---- | ---------------------------------------------------------------------------- | ------------------------ | ----- | --------------- | --- | --------------------------------------------------------------------- | ------ |
| 135  | Fortifications de la côte caraïbe du Panama : Portobelo et San Lorenzo       | Colón                    | 1980  |                 | Culturel, (i), (iv) Comprend deux sites distincts, pour chacune des fortifications. En péril depuis 2012. | 9° 33′ 14″ nord, 79° 39′ 22″ ouest 9° 19′ 20″ nord, 80° 00′ 10″ ouest |        |
| 1582 | La route transisthmique coloniale du Panamá                                  | Colón, Panama            | 2025  | 689,88          | Culturel, (ii), (iv) 6 sites : château de San Lorenzo, camino de Cruces section 1, camino de Cruces section 2, camino de Cruces section 3, site archéologique de Panamá Viejo, district historique de Panamá                              | 9° 19′ 23,42″ nord, 79° 59′ 59,19″ ouest                              |        |
| 159  | Parc national du Darien                                                      | Darién                   | 1981  | 575 000         | Naturel, (vii), (ix), (x) | 7° 44′ 10″ nord, 77° 32′ 49″ ouest                                    |        |
| 205  | Réserves de la cordillère de Talamanca-La Amistad / Parc national La Amistad | Bocas del Toro, Chiriquí | 1983  | 570 045         | Naturel, (vii), (viii), (ix), (x) Site transfrontalier commun avec le Costa Rica | 9° 24′ 25″ nord, 82° 56′ 20″ ouest                                    |        |
| 790  | Site archéologique de Panamá Viejo et district historique de Panamá          | Panama                   | 1997  | 57,4            | Culturel, (ii), (iv), (vi) Comprend deux sites distincts pour chacun des biens protégés. L'inscription de 1997 ne concernait que le « district historique de Panamá, avec le Salón Bolivar » ; le bien est étendu en 2003 à Panamá Viejo. | 9° 00′ 20″ nord, 79° 29′ 09″ ouest 8° 57′ 09″ nord, 79° 32′ 06″ ouest |        |
| 1138 | Parc national de Coiba et sa zone spéciale de protection marine              | Chiriquí, Veraguas       | 2005  | 270 125         | Naturel, (ix), (x) | 7° 25′ 59″ nord, 81° 45′ 58″ ouest                                    |        |

### Liste indicative
Les sites suivants sont inscrits sur la liste indicative.
| Site                                              | Province | Type                 | Date | Lien | Notes                                                             | Coordonnées | Illus. |
| ------------------------------------------------- | -------- | -------------------- | ---- | ---- | ----------------------------------------------------------------- | ----------- | ------ |
| Site archéologique et centre historique de Panamá | Panama   | Culturel, (ii), (iv) | 2015 | 5970 | Le site serait une modification du bien déjà inscrit depuis 1997. |             |        |